# Cyrtostachys loriae
Cyrtostachys loriae är en enhjärtbladig växtart som beskrevs av Odoardo Beccari. Cyrtostachys loriae ingår i släktet Cyrtostachys och familjen Arecaceae. IUCN kategoriserar arten globalt som otillräckligt studerad. Inga underarter finns listade i Catalogue of Life.